# عقد 190
عقد 190 هو عقد امتد بين 1 يناير 190 و31 ديسمبر 199 بحسب التقويم الميلادي. سبقه عقد 180 ولحقه عقد 200.

## وفيات
- كاو أنج (197)
- سون جيان (191)
- لوقيان السميساطي (192)
- كومودوس (192)
- الإمبراطور سيمو (191)
- برتيناكس (193)
- لو بو (199)
- بروتيا كريسبينا (191)
- فيكتور الأول (199)
- ديديوس جوليانوس (193)

## كتب
- Yves Denis Papin (1998). Chronologie de l'histoire ancienne. Lieu de publication non identifié: Éditions Jean-paul Gisserot. ISBN:2-87747-346-5. OCLC:40746926. مؤرشف من الأصل في 2022-03-16.
- موسوعة حضارة العالم (2002) لأحمد محمد عوف.

## روابط خارجية
- تصفح سنة بسنة عقد 190 على موقع onthisday.com
- تصفح سنة بسنة عقد 190 ابتداءً من سنة عقد 190 على موقع المكتبة الوطنية الفرنسية